# Emmakwartier
Het Emmakwartier is een buurt in het zuidwesten van Alkmaar. De bekendste straat is de Emmastraat.

## Geschiedenis
De buurt werd vanaf 1890 opgetrokken buiten de stadsmuren van Alkmaar. Voor die tijd was dat niet mogelijk aangezien de plaatselijke vestingwet enkel bebouwing binnen de omwalling toeliet. Er werden voornamelijk herenhuizen gebouwd die bevolkt werden door notabelen. Ook het Sint-Elisabeth Ziekenhuis vestigde zich er. 
Naast het Emmakwartier kwamen algauw andere nieuwe buurten zoals de Spoorbuurt en het Nassaukwartier en Hout.